# Music of Changes

Music of Changes est une œuvre pour piano seul de John Cage datant de 1951. C'est la première grande œuvre de John Cage composée à l'aide du hasard et du Yi Jing ou Livre des changements, qui devint l'un des recours habituels du compositeur.

## Histoire
Le titre Music of Changes s'inspire du titre du Yi King, le Livre des changements. Christian Wolff, un ami compositeur dont le père publiait une traduction du livre, en avait donné un exemplaire à Cage au début de 1951. Cage, qui avait déjà une certaine expérience de la musique aléatoire pour avoir écrit de la musique semi-aléatoire en utilisant un carré magique comme guide, reconnut immédiatement dans le Yi king l'instrument idéal pour composer Music of Changes et une œuvre pour douze radios, Imaginary Landscape No. 4. Les dates de compositions sont les suivantes : Livre I achevé le 16 mai, Livre II le 2 août, Livre III le 18 octobre et Livre IV le 13 décembre.
L'œuvre est dédiée à David Tudor, un pianiste ami avec lequel Cage avait travaillé toute sa vie. Music of Changes fut créé dans sa forme intégrale par Tudor le 1er janvier 1952, bien que le pianiste ait joué le Livre I plus tôt en public, le 5 juillet 1951.

## Analyse
Music of Changes consiste en quatre Livres. Les opérations de hasard sont appliquées à des cartes de sons, de rythmes, de nuances et même de tempo. La structure rythmique de l'œuvre - 3-5-6 3/4-6 3/4-5-3 1/8 - provient des premières œuvres de Cage : certaines mesures ont une racine carrée, de sorte que "les grandes longueurs ont la même relation à l'intérieur de l'ensemble que les petites longueurs au sein d'une des unités". Cependant, tandis que dans les morceaux précédents ce type de proportion s'exprimait en utilisant des signatures de temps, des mesures, etc., dans Music of Changes il s'exprime par le changement de tempos. Les tempos sont indiqués dans la partition par de grands nombres. Il n'y a pas d'indication de mesure et la notation est proportionnelle : deux centimètres et demi égalent une noire. Chaque son commence à un endroit précis indiqué par une hampe, et non par la tête d'une figures de note.
Plusieurs autres altérations de la notation traditionnelle apparaissent pour indiquer certains techniques de jeu. Cage remarque dans l'avant-propos de la partition qu'à plusieurs endroits "la notation est irrationnelle ; dans ces cas-là, le musicien doit user de son propre discernement". Les nuances de l'œuvre vont en decrescendo.